# André-Joseph Abrial
André-Joseph Abrial, född den 19 mars 1750 i Annonay (departementet Ardèche), död den 13 november 1828 i Paris, var en fransk greve och jurist.
Abrial bidrog som direktoriets sändebud till Neapel 1799 mycket till organiserandet av Parthenopeiska republiken, var 1799–1802 justitieminister, hade stor andel i avfattandet av Code Napoléon och organiserade 1808 rättsväsendet i kungariket Neapel. Efter Napoleons fall (1814) slöt han sig till bourbonerna och blev pär av Frankrike.